# Jurij Machynia
Jurij Ołeksandrowycz Machynia, ukr. Юрій Олександрович Махиня, ros. Юрий Александрович Махиня, Jurij Aleksandrowicz Machinia (ur. 1 stycznia 1961 w obwodzie połtawskim) – ukraiński piłkarz, grający na pozycji obrońcy.

## Kariera piłkarska

### Kariera klubowa
W 1979 rozpoczął karierę piłkarską w klubie Kołos Połtawa. W 1981 zadebiutował w Dynamie Kijów. W Dynamie rzadko trafiał do podstawowej jedenastki i w 1985 przeszedł do Metalista Charków. Sezon 1988 rozpoczął w Tawrii Symferopol, a latem zmienił klub na Bukowynę Czerniowce. Następnie dwa razy wyjeżdżał na Słowację, gdzie bronił barw klubu Chemlon Humenné, ale za każdym razem wracał do Bukowyny. W sezonie 1992/93 występował w zespole Kremiń Krzemieńczuk, w którym zakończył karierę piłkarską.

## Sukcesy i odznaczenia

### Sukcesy klubowe
- mistrz ZSRR: 1981
- wicemistrz ZSRR: 1982
- zdobywca Pucharu ZSRR: 1988 (rozpoczynał jako piłkarz Metalista)
- finalista Pucharu Federacji Piłki Nożnej ZSRR: 1987

### Odznaczenia
- tytuł Mistrza Sportu ZSRR: 1989